# جان‌پی‌یرو آلبرتینی
جان‌پی‌یرو آلبرتینی (ایتالیایی: Giampiero Albertini؛ ‏ ۲۰ دسامبر ۱۹۲۷ – ۱۴ مهٔ ۱۹۹۱) بازیگر و صداپیشه اهل ایتالیا بود.
از فیلم‌ها یا سریال‌های تلویزیونی که وی در آن نقش داشته‌است، می‌توان به زندگی لئوناردو داوینچی، در آخرین لحظه، زندگی دشوار، زورو، کوئیمادا، کماندوها، ساخت ایتالیا، نامزد، باند، زندگی وردی، دلیل آن قطره‌های عجیب خون روی بدن جنیفر چیست؟ و هیجان اشاره کرد.